# UK Singles Chart
UK Singles Chart  — офіційний чарт синглів Великої Британії, відсортований за результатами продажів за тиждень. Заснувався в 1952, аналог американського «Billboard Hot 100».

## Історія
На відміну від США, за право публікувати чарт синглів за результатами продажів у Великої Британії боролося декілька музичних видань. Перший чарт опублікував 14 листопада 1952 року журнал «New Musical Express», проте досить скоро його прикладу пішли і конкуренти на чолі з виданням «Melody Maker». У 1960 р. власні чарти почав друкувати тижневик «Record Retailer», перетворений в 1972 р. на «Music Week».
Суперництво між чартами приводило до ніякових ситуацій, коли радіо «ВВС Radio 1», традиційно першим оповістило чарт на новий тиждень, визнавало переможцем відразу два або три сингли. У лютому 1969 року «ВВС» досягло угоди з «Record Retailer» про те, що «офіційний» чарт публікуватиметься саме в цьому виданні, а для підрахунку результатів продажів відтепер притягуватиметься незалежний аудитор.
Після цього вирішення зміни в порядку складання і публікації чартів впродовж двох десятиліть були мінімальні. Чарт традиційно складався з 75 позицій (нині розширений до ста). Щорічно публікувався довідник «Guinness Book of British Hit Singles», що містить докладну статистику за роками. Дані про п'ятдесяті роки наводяться за чартами «New Musical Week», надалі перевага віддається чартам «Record Retailers/music Week».
Через порівняльні невеликі розміри британського музичного ринку місцевий чарт чуйніше, ніж американський, реагує на поточні піар-кампанії і політичні події. Для 1990-х рр. характерна деяка самоїзоляция британського ринку від американського, про яку свідчить засилля на вершині місцевих підліткових команд, таки як «Take That» і «Westlife». Як правило, найгостріша конкуренція між синглами розгортається в передріздвяний тиждень, коли продажі музичної продукції досягають свого піку.
У 2005—2007 рр. після довгих дебатів була проведена модернізація британських чартів, в яких відтепер враховуються результати онлайн-продажів, а також кількість скачувань через Інтернет. Наслідком цієї реформи була зміна зовнішності чартів: якщо раніше сингли, як правило, відразу дебютували на першому місці, то зараз проходить декілька тижнів, перш ніж вони поступлять в магазини на фізичному носієві і продажі досягнуть свого піку.